# Whatever Lola Wants
Whatever Lola Wants è un film del 2007 diretto da Nabil Ayouch.
Pellicola di produzione franco-marocchina presentata al 28º Festival di Cinema Africano di Verona.